# Сала-Болоньєзе
Сала-Болоньєзе (італ. Sala Bolognese) — муніципалітет в Італії, у регіоні Емілія-Романья,  метрополійне місто Болонья.
Сала-Болоньєзе розташована на відстані близько 320 км на північ від Рима, 17 км на північ від Болоньї.
Населення — 8357 осіб (2014).
Щорічний фестиваль відбувається 4 жовтня. Покровитель — святий Власій.

## Демографія
Населення за роками:

Станом на 1 січня 2023 року в муніципалітеті офіційно проживали 602 іноземці з 46 країн, серед них 210 громадян країн Євросоюзу та 34 громадяни України.

## Сусідні муніципалітети
- Анцола-делл'Емілія
- Арджелато
- Кальдерара-ді-Рено
- Кастель-Маджоре
- Кастелло-д'Арджиле
- Сан-Джованні-ін-Персічето